# Chloropteryx anisoctena
Chloropteryx anisoctena là một loài bướm đêm trong họ Geometridae.